# Katinka Swanström
Karin "Katinka" Margareta Swanström, född 22 september 1931 i Karlstad, död 23 juni 2013 i Göteborg, var en svensk kläddesigner. 
Swanström, som var dotter till kontorschef Arvid Bergquist och Greta Högberg uppnådde normalskolekompetens 1949, studerade vid Anders Beckmans reklamskola 1949–1952, Stockholms Tillskärarakademi 1950 och Märthaskolan 1952–1953. Hon var anställd hos J.A. Wettergren & Co 1953–1960, Junex 1960–1968, Upsala Kapp/Hettemarks 1968–1971, International Wool Secretariat 1971–1976 och Ivar Wahl AB från 1976. Hon var ordförande i Svenska dammoderådet samt tilldelades Feminas Oscarina 1967 och Damernas Världs designpris 1970.